# کدگذاری دودویی به متن
کدبندی باینری به متن نوعی کدبندی برای داده‌های باینری است که برای ارسال اطلاعات به صورت نویسه‌های متنی قابل چاپ استفاده می‌شود. این نوع کدبندی ارزش امنیتی خاصی ندارد و به راحتی می‌توان با استفاده از اسکریپت‌های ساده داده‌ها را کدگشایی کرد.
در رایانامه‌ها که می‌توانند تنها شامل اطلاعات متنی ساده باشند، برای ارسال اطلاعات غیرمتنی مانند پرونده‌ها می‌توان از برنامه‌های کدبندی باینری به متن مانند uuencode استفاده کرد. در این حالت دریافت‌کنندگان برای اینکه بتوانند پرونده را به حالت اولیه مشاهده کنند باید از uudecode استفاده نمایند. کدبندی بیس۶۴ یکی دیگر از کدبندی‌های باینری به متن است که در ارسال رایانامه‌ها کاربرد دارد و از ۶۴ نویسهٔ اَسکی برای کدبندی اطلاعات استفاده می‌کند. این کدبندی در RFC 2045 تعریف شده است.
باید توجه داشت که استفاده از کدبندی‌های باینری به متن موجب افزایش حجم داده‌ها می‌شود، به طوری که حجم اطلاعات کدبندی‌شده در یک رایانامه معمولاً و بسته به کدبندی استفاده‌شده، به‌اندازهٔ ۱/۳ تا ۱/۲ از داده‌های اولیه بیشتر است.